# Granville (Pennsylvania)
Granville è una township degli Stati Uniti d'America, nella contea di Bradford nello Stato della Pennsylvania. Secondo il censimento del 2000 la popolazione è di 873 abitanti.

## Società

### Evoluzione demografica
La composizione etnica vede una maggioranza di quella bianca (98,17%), seguita dagli afroamericani (0,57%) dati del 2000.
| township di Granville Popolazione |     |
| 2000                              | 873 |
| Stima al 2009                     | 875 |